# Comox
A comox egy házikerti termesztésre alkalmas málnafajta.
Erős növekedésű, jól sarjadzó fajta. Elágazódásra nem hajlamos, hosszú vesszőt nevel. Fitoftórás gyökérpusztulásra közepesen fogékony. Sarjai a Didymella applanata és az Elsinoë veneta gombák fertőzésére mérsékelten érzékenyek. Egyszer termő, közepes érési idejű, általában június harmadik dekádjától, július harmadik dekádjáig érik. Gyümölcse nagy, kúpos, kemény húsállományú, élénkpiros színű. Részterméskéi nagyok. Közepes termőképességű. Pulton tarthatósági ideje hosszú. Friss fogyasztásra, fagyasztásra és befőzésre egyaránt megfelelő. 